# Зарница (Гомельская область)
Зарница (бел. Зарні́ца) — посёлок в Зябровском сельсовете Гомельского района Гомельской области Республики Беларусь.

## География

### Расположение
В 18 км на юго-восток от Гомеля, 2 км от железнодорожной станции Зябровка (на линии Гомель — Тереховка).

## Транспортная сеть
Транспортные связи по просёлочной, затем автомобильной дороге Зябровка — Гомель. Планировка состоит из короткой широтной улицы. Застройка деревянная усадебного типа.

## История
Основан в начале 1920-х годов на бывших помещичьих землях переселенцами из соседних деревень. В 1926 году работало отделение связи, в Логуновском сельсовете Носовичского района Гомельского округа. В 1931 году жители вступили в колхоз. В сентябре 1943 года немецкие оккупанты сожгли 14 дворов. Во время Великой Отечественной войны 2 жителя погибли на фронте. В 1959 году в составе экспериментальной базы «Гомельская» (центр — деревня Климовка).

## Население

### Численность
- 2004 год — 8 хозяйств, 11 жителей.

### Динамика
- 1926 год — 10 дворов, 53 жителя.
- 1940 год — 15 дворов 63 жителя.
- 1959 год — 68 жителей (согласно переписи).
- 2004 год — 8 хозяйств, 11 жителей.